# Juan Besuzzo
Juan Bautista Besuzzo (Montevideo, Uruguay; 18 de enero de 1913 - 1980) fue un exfutbolista uruguayo que se desempeñaba como arquero.

## Clubes
| Club                 | País      | Año       |
| -------------------- | --------- | --------- |
| Montevideo Wanderers | Uruguay   | 1932-1937 |
| River Plate          | Argentina | 1938-1940 |
| Banfield             | Argentina | 1940-1942 |
| Montevideo Wanderers | Uruguay   | 1943      |
| River Plate (U)      | Uruguay   | 1944-1948 |
| Sud América          | Uruguay   | 1949-1951 |
| Montevideo Wanderers | Uruguay   | 1952-1953 |